# مونرو (بوينس آيرس)
مونرو (بالإسبانية: Munro, Buenos Aires)‏ هي منطقة سكنية تقع في العاصمة الأرجنتينية بوينس آيرس. يقدر عدد سكانها بـ 35,844 نسمة، وترتفع عن سطح البحر 26 متر.

## أعلام
- خورخي ريال
- ماتياس ميدينا